# 望湖门
31°34′03″N 120°18′09″E / 31.56741°N 120.30261°E

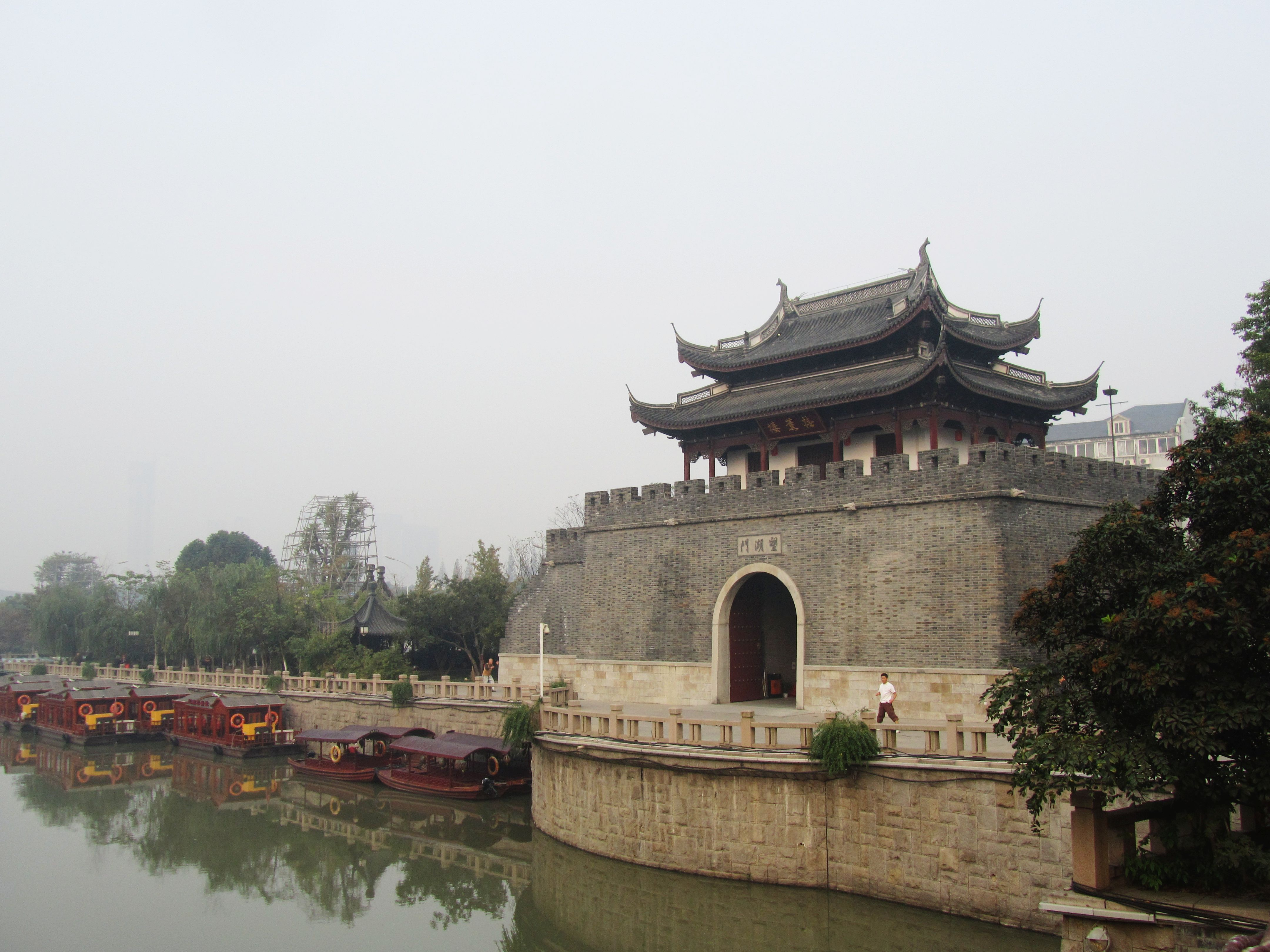
重建后的望湖门沿护城河一侧，2011年11月

望湖门为中国自北宋至民国时期无锡城的南城门，原位于城中运河（直河）南水关西侧、今南长桥北堍偏西的解放路上。
该城门初建于北宋乾兴年间，初名阳春门，南宋时因朝向京城临安而改称朝京门，元以后恢复原名。明嘉靖三十三年（1554年）为抵御倭寇而将原土筑城墙改为砖筑，重建的城门亦改为今名，其上的重檐歇山顶城楼称为抚熏楼，取抚沐东南和风之意。1950年无锡为发展城市交通、拓建环城路而拆除城墙，城门亦在拆除之列。2009年于原址以南二十余米处按明代形制恢复，为无锡首座复建的城门。因建成后的抚熏楼长期大门紧锁，被部分市民批评为摆设。

## 图集

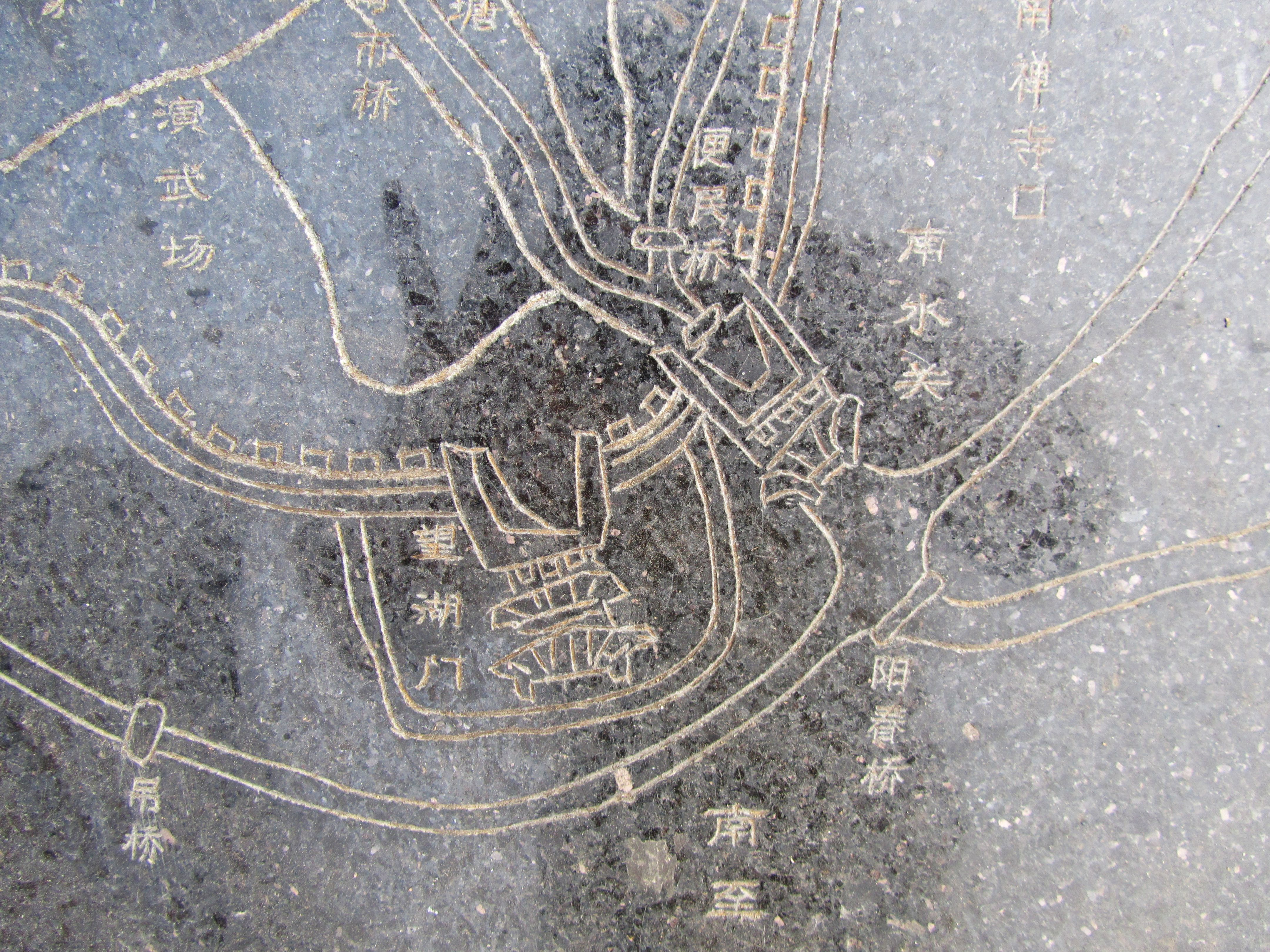
望湖门平面
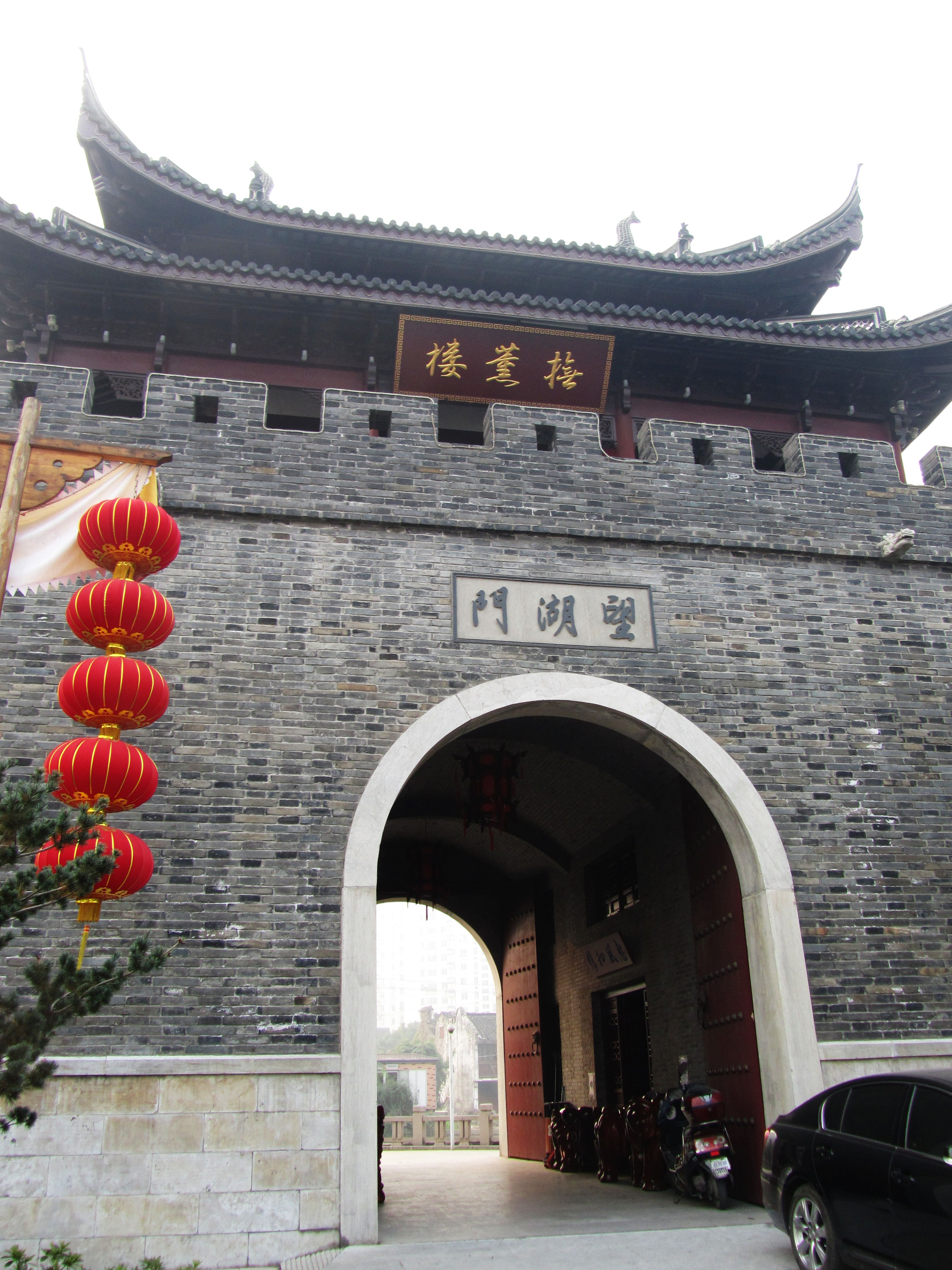
望湖门城门洞
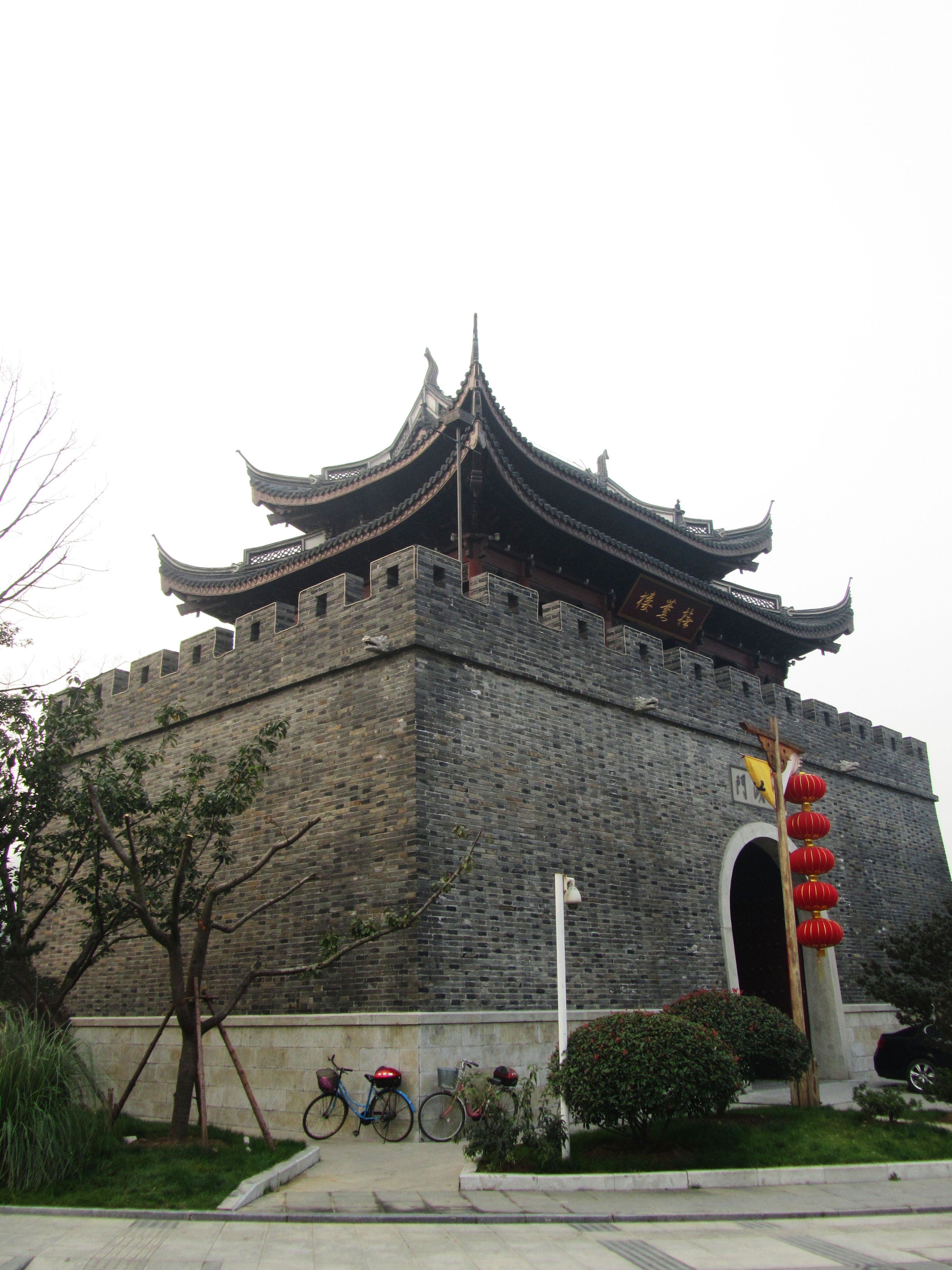
望湖门沿道路一侧